# Eltham Palace

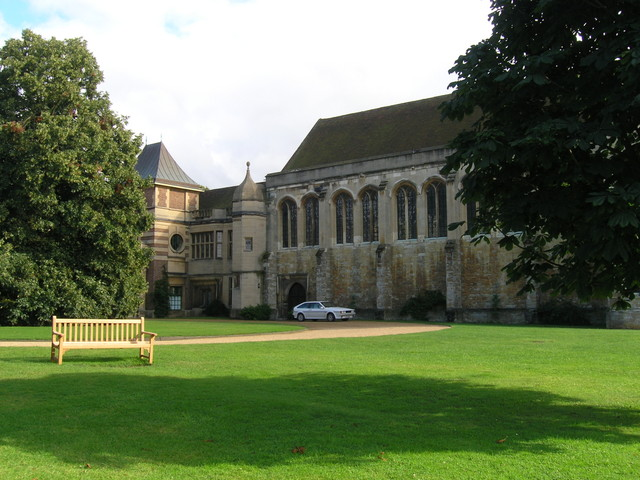

Eltham Palace est une demeure royale, dans le Borough royal de Greenwich situé au sud-est de Londres. Elle a été occupée par la famille royale du xive au xvie siècle. Après avoir été laissé à l'abandon, Eltham Palace a été complètement rénové. Seulement la Grande Salle et la fossé survivent de l'édifice originel.

## Historique
À partir de 1086, le manoir d'Eltham est la propriété de Hamo, sherif du Kent. En 1295, il est acquis par Anthony Bek, évêque de Durham. Anthony Bek donne cette demeure à Édouard II en 1305. Toutefois, Anthony Bek a quand même vécu dans ce château jusqu'à sa mort, en 1311,.
Par la suite, Édouard II l'a donné à sa femme Isabelle de France.
Plus tard, la Maison Tudor a souvent utilisé cette demeure pour célébrer la fête de Noël.
Le roi Henri VIII a passé la majorité de son enfance dans ce palais. Il a aussi été le dernier monarque à avoir passé la majorité de son temps à Eltham Palace et a y avoir investi de l'argent. Par la suite, le palais a été délaissé au profit du Palais de Placentia.
La demeure a fini par être laissée à l'abandon pendant trois cents ans. La Grande Salle a été utilisée comme un grange.

### Eltham Palace aujourd'hui (de 1933 à nos jours)
En 1933, le château a été racheté par Stephen Courtauld et son épouse Virginia, un couple de millionnaires. La demeure a été rénovée par les architectes Paul Edward Paget et John Seely qui la transforment en œuvre d'Art Déco, mais retenant la Grande Salle médiévale.
En septembre 1944, le couple quitte Eltham Palace, qu'ils laissent à l'armée anglaise à partir de mars 1945. L'armée a conservé cette demeure jusqu'en 1992.
Aujourd'hui, la demeure et le jardin sont ouverts au public ; des mariages peuvent également y être organisés.

## Filmographie
La demeure est présente dans de nombreux films et séries.
- Revolver
- Bright Young Things
- Rose et Cassandra
- Rouge à lèvres et arme à feu
- The Gathering Storm
- Homefront (série télé)
- Retour à Brideshead
- Les Arnaqueurs VIP
- Journal intime d'une call girl
- Shake It Out, clip vidéo du groupe Florence and the Machine
- Froot, clip vidéo de Marina and the Diamonds
- The crown